# Makoto Kawanishi
Makoto Kawanishi (河西 真 Kawanishi Makoto?), född 21 juni 1996 i Saitama prefektur, är en japansk fotbollsspelare.
Kawanishi började sin karriär 2019 i Fukushima United FC.